# Россошенское сельское поселение (Орловская область)
Россошенское се́льское поселе́ние — муниципальное образование в Краснозоренском районе Орловской области Российской Федерации.
Административный центр — посёлок Россошенский.

## История
Статус и границы сельского поселения установлены Законом Орловской области от 12 августа 2004 года № 417-ОЗ «О статусе, границах и административных центрах муниципальных образований на территории Краснозоренского района Орловской области».

## Население
| 2010  | 2012  | 2013  | 2014  | 2015  | 2016  | 2017  |
| ----- | ----- | ----- | ----- | ----- | ----- | ----- |
| 1969  | ↘1918 | ↘1880 | ↘1835 | ↘1771 | ↘1714 | ↘1681 |
| 2018  | 2019  | 2020  | 2021  | 2023  |       |       |
| ↘1658 | ↘1628 | ↘1609 | ↗1726 | ↘1708 |       |       |

## Состав сельского поселения
| №  | Населённый пункт | Тип населённого пункта          | Население |
| -- | ---------------- | ------------------------------- | --------- |
| 1  | Бегичево         | деревня                         | ↘248      |
| 2  | Большая Чернава  | село                            | ↘306      |
| 3  | Горки            | деревня                         | 5         |
| 4  | Гринёвка         | деревня                         | ↗176      |
| 5  | Давыдово         | деревня                         | 28        |
| 6  | Дунаевка         | деревня                         | ↗157      |
| 7  | Зыбино           | деревня                         | 4         |
| 8  | Калиновка        | посёлок                         | 0         |
| 9  | Кривец           | село                            | 11        |
| 10 | Россошенский     | посёлок, административный центр | ↘645      |
| 11 | Россошное        | село                            | ↘166      |
| 12 | Танеевка         | деревня                         | 17        |
| 13 | Шатилово         | село                            | ↘206      |